# Población de Campos
Población de Campos est une commune d'Espagne de la province de Palencia dans la communauté autonome de Castille-et-León. Elle fait partie de la comarque naturelle de Tierra de Campos. C'est une halte sur le Camino francés du pèlerinage de Saint-Jacques-de-Compostelle.p

## Les Hospitaliers
Población de Campos était le chef-lieu d'une baillie des Hospitaliers de l'ordre de Saint-Jean de Jérusalem connue sous le nom de la baillie de Población. Elle faisait partie du grand prieuré de Castille et León au sein de la langue d'Espagne puis de celle de Castille.

## Démographie
| 1900 | 1910 | 1920 | 1930 | 1940 | 1950 | 1960 | 1970 | 1981 | 1991 | 2004 | 2010 | 2013 |
| 861  | 832  | 660  | 735  | 658  | 624  | 500  | 340  | 271  | 228  | 179  | 144  | 138  |

## Culture et patrimoine

### Pèlerinage de Compostelle
Sur le Camino francés du Pèlerinage de Saint-Jacques-de-Compostelle, on vient de Frómista par l' Ermita de San Miguel.
La prochaine halte, après le rio Ucieza, est Revenga de Campos, ou Villovieco plus au nord pour s'éloigner de la route P-980.

### Sources
- (es) Cet article est partiellement ou en totalité issu de l’article de Wikipédia en espagnol intitulé « Población de Campos » (voir la liste des auteurs).
- Grégoire, J.-Y. & Laborde-Balen, L. , « Le Chemin de Saint-Jacques en Espagne - De Saint-Jean-Pied-de-Port à Compostelle - Guide pratique du pèlerin », Rando Éditions, mars 2006,  (ISBN 2-84182-224-9)
- « Camino de Santiago St-Jean-Pied-de-Port - Santiago de Compostela », Michelin et Cie, Manufacture Française des Pneumatiques Michelin, Paris, 2009,  (ISBN 978-2-06-714805-5)
- « Le Chemin de Saint-Jacques Carte Routière », Junta de Castilla y León, Editorial Everest